# Xã Clay, Quận Polk, Iowa
Xã Clay (tiếng Anh: Clay Township) là một xã thuộc quận Polk, tiểu bang Iowa, Hoa Kỳ. Năm 2010, dân số của xã này là 16.022 người.